# Tanja Ribič
Tanja Ribič (Trbovlje, 28. lipnja 1968.) je slovenska pop pjevačica i filmska glumica. 
Predstavljala je Sloveniju na Euroviziji 1997. u Dublinu s pjesmom "Zbudi se" i osvojila 10. mjesto. Udala se za glumca i redatelja Branka Đurića.

## Filmografija

### Televizijske uloge
- "Naša mala klinika (Srbija)" kao Lili Muha (2007. – 2011.)
- "Naša mala klinika" kao Božova žena (2005.)
- "Naša mala klinika (Slovenija)" kao poslovna direktorica Velepič (2004. – 2007.)
- "Junaci petoga razreda" (1996.)
- "Teater Paradižnik" kao Marjana Velepić (1994.)

### Filmske uloge
- "Prokletstvo Valburge" kao Ilsa (2019.)
- "Comic Sans" kao Urška (2018.)
- "Rudar" (2017.)
- "Lišće stabla" kao redovnica (2016.)
- "Djevojke ne plaču" kao Tatjana (2015.)
- "Atomski zdesna" kao Sonja (2014.)
- "Hvala za Sunderland" kao Sabina (2012.)
- "Upoznaj prijatelja" kao Volkerova supruga (2010.)
- "Prva noć mjeseca" kao Sheila (2010.)
- "Traktor, ljubav i rock'n'roll" kao Silvija (2008.)
- "Kajmak i marmelada" kao Špela (2003.)
- "Ničija zemlja" kao Marta (2001.)
- "Nepopisan list" kao majka (2000.)
- "Halgato" kao Iza (1995.)
- "Trokut" (1991.)
- "Silicijev horizont" (1990.)
- "Jecarji" kao Afrodita (1990.)
- "Umjetni raj" (1990.)

## Vanjske poveznice
- Tanja Ribič na IMDB-u